# Rottingdean
Rottingdean es localidad inglesa en el condado de Sussex Oriental, Reino Unido. Se encuentra a unos 4 km de Brighton, ciudad en la cual está integrada desde 1928. Limita al norte con Ovingdean y con Saltdean al este. Rottingdean ha sido tradicionalmente un pueblo agrícola, pero a partir del siglo XVIII se convirtió en un destino turístico alternativo a Brighton.
El pintor Edward Burne-Jones vivió aquí.
- Datos: Q1612583
- Multimedia: Rottingdean / Q1612583